# Cold Spring Harbor (album)
Cold Spring Harbor je debitantski studijski album ameriškega kantavtorja Billyja Joela, ki je izšel 1. novembra 1971. Pred tem albumom je Joel izdal dva albuma in sicer kot član zasedb The Hassles in Attila.

## Snemanje in kompozicija
Joel je album poimenoval po istoimenskem mestu v bližini njegovega domačega kraja.
Joel je kasneje izdal živi verziji skladb »She's Got a Way« in »Everybody Loves You Now« na albumu Songs in the Attic, leta 1981. »She's Got a Way« je leta 1982 izšla kot singl in je na lestvici Billboard Hot 100 dosegla 23. mesto.

## Produkcija

### Masteriziranje
Zaradi napake pri masteriziranju albuma so bile skladbe predvajane za las prehitro, zaradi česar je Joelov glas postal nenaravno visok. Joel naj bi po prvem poslušanju končnega produkta prevrnil mizo, stekel iz hiše in vrgel ploščo po ulici. Artie Ripp, lastnik založbe Family Productions in lastnik posnetkov je bil kriv za napako, ki ga je stala prijateljstva z Joelom. S takrat še neznanim 22-letnim Joelom je Ripp podpisal pogodbo za 10 albumov, zaradi katere je dobil pravice originalnih trakov in založniške pravice vseh Joelovih skladb.
Kljub pogodbi, ki jo je Joel sklenil z založbo Columbia, je imel Ripp še vedno pravico do pobiranja licenčnin Joelovih albumov, vse do albuma The Bridge, ki je izšel leta 1986. Ripp je založniške pravice Joelovega kataloga skladb, po intenzivnem pritisku predsednika založbe Columbia, Walterja Yetnikoffa, prodal nazaj Joelu. Yetnikoff je v intervjuju priznal, da je moral Rippu groziti, da je ta pravice prodal Joelu.

### Remix
Julija in septembra 1983 sta Ripp in Larry Elliot remixala Cold Spring Harbor v Rippovem studiu Fidelity Studios. Želeli so, da bi Joelov vokal zvenel bolj naravno. Zaradi potreb po izboljšanju zvoka albuma je Ripp v studio pripeljal studijske glasbenike: Mikeja McGeeja (bobni), Ala Campbella (klaviature) in L.D. Dixona (Fender Rhodes), ki so na novo posneli ritem pri skladbah »Everybody Loves You Know« in »Turn Around«. Poleg tega so skladbo »You Can Make Me Free« skrajšali za skoraj tri minute, odstranili pa so tudi bas, bobne in orkestracijo pri skladbi »Tomorrow Is Today«.
Remix je izšel pri založbi Columbia brez Joelove prisotnosti. V intervjuju z igralcem Alecom Baldwinom leta 2011 je Joel dejal, da kljub remixu album še vedno ne zveni zelo dobro.

## Seznam skladb
Avtor vseh skladb je Billy Joel.
| Stran 1 | Stran 1                   | Stran 1         | Stran 1 |
| Št.     | Naslov                    | Prvotna dolžina | Dolžina |
| ------- | ------------------------- | --------------- | ------- |
| 1.      | „She's Got a Way‟         | 3:00            | 2:51    |
| 2.      | „You Can Make Me Free‟    | 6:05            | 2:59    |
| 3.      | „Everybody Loves You Now‟ | 3:00            | 2:49    |
| 4.      | „Why Judy Why‟            | 3:05            | 2:58    |
| 5.      | „Falling of the Rain‟     | 2:46            | 2:38    |

| Stran 2 | Stran 2                  | Stran 2         | Stran 2 |
| Št.     | Naslov                   | Prvotna dolžina | Dolžina |
| ------- | ------------------------ | --------------- | ------- |
| 1.      | „Turn Around‟            | 3:49            | 3:06    |
| 2.      | „You Look So Good to Me‟ | 2:42            | 2:29    |
| 3.      | „Tomorrow Is Today‟      | 5:20            | 4:40    |
| 4.      | „Nocturne‟               | 2:48            | 2:46    |
| 5.      | „Got to Begin Again‟     | 3:04            | 2:52    |

## Osebje
| - Billy Joel – klavir, Hammond orgle, čembalo, orglice, vokal - Richard Bennett – kitara - Rhys Clark – bobni pri »She's Got a Way«, »Everybody Loves You Now« (1971), »Falling of the Rain«, »Turn Around« (1971) in »Tomorrow Is Today« (1971) - Sal De Troia – kitara - Don Evans – kitara - Jimmie Haskell – aranžer, dirigent - Sneaky Pete Kleinow – pedal steel kitara pri »Turn Around« - Larry Knechtel – bas - Joe Osborn – bas - Artie Ripp – aranžer, dirigent - Denny Seiwell – bobni pri »You Can Make Me Free« in »You Look So Good to Me« - Mike McGee – bobni pri »Everybody Loves You Now« in »Turn Around« (1983) - Al Campbell – klaviature pri »Turn Around« (1983) - L. D. Dixon – Fender Rhodes pri »Turn Around« (1983) | - Artie Ripp – producent, inženir, remix, direktor, urednik - Irwin Mazur – izvršni producent - Larry Elliott – inženir, remix, urednik - John Bradley – inženir - Michael Stone – inženir - Gordon Watanabe – pomočnik inženirja - Bob Huges – masteriziranje (LP) - Doug Sax – masteriziranje (1998 CD) - Joseph Palmaccio – remasteriziranje (2008 CD) - Ted Jensen – remasteriziranje (2011 CD) |